# Oßla
Oßla ist ein kleines Dorf im thüringischen Saale-Orla-Kreis.
Am 1. Juli 1999 wurde der Ort in die Stadt Wurzbach eingemeindet, zuvor war er beauftragende Gemeinde der Verwaltungsgemeinschaft Region Wurzbach.

## Geschichte
Der Ortsname wird in alten Urkunden als „Oßlaw“ genannt. Der Name ist aus dem sorbischen Wort Osla für Wetzstein abgeleitet und bedeutet in der ursprünglichen slawischen Form Oslow Ort, wo es Wetzsteine gibt.
Die erste urkundliche Erwähnung von Oßla wird auf 1250 datiert. 
1498 entstand anstelle einer Kapelle die erste Kirche des Ortes. Oßla gehörte eine Zeitlang der Familie von Watzdorf und fiel später an die Grafen von Reuß. Seitdem gehörte der Ort zur reußischen Herrschaft Ebersdorf, zeitweise der Linien Reuß-Lobenstein und Reuß-Ebersdorf. 1848 kam der Ort zum Fürstentum Reuß jüngerer Linie, ab 1852 zum Landratsamt Schleiz und 1919 zum Volksstaat Reuß. Seit 1920 gehört der Ort zu Thüringen.

## Geografie
Der Ort Oßla liegt am Nordwestrand des Frankenwaldes und befindet sich in einer Höhenlage von ca. 500 bis 695 m über NN.

## Söhne und Töchter des Ortes
- Franz Diebel (1850–1901), deutscher Hüttenwerksbesitzer und Politiker